# Sant Mateu de Joanet
Sant Mateu de Joanet és una església amb elements romànics i historicistes del poble de Joanet, al municipi d'Arbúcies (Selva), inclosa a l'Inventari del Patrimoni Arquitectònic de Catalunya.

## Descripció
Es tracta de l'església parroquial de Joanet, dedicada a Sant Mateu. És un edifici d'origen romànic tot i no conservar cap element visible de l'època, ja que fou totalment transformat el 1619, i posteriorment, el 1890 quan s'aixecà el campanar. Més tard, el 1940 es va construir un pont modern que encara ara comunica l'església amb l'antiga rectoria.
L'edifici actual té una nau allargada, completada per un absis semicircular amb capelles, afegides al segle xvii, i dependències diverses annexes. La façana és senzilla amb porta adovellada i dues obertures d'ull de bou, una al damunt de la porta principal i l'altra a l'esquerra, sobre una petita finestra. L'entrada és d'arc de mig punt, envoltada amb pedra. A la dovella central de l'arc hi ha la inscripció: “Restaurata Anno sancto 1950”.
A la part posterior, es troba el campanar, al sud de l'absis, de planta quadrangular i teulat punxegut a quatre vessants i a diferència de la coberta de l'església, és de pedra de pissarra, obra del segle xix, quan es va substituir per l'antic campanar d'espadanya. Es va construir al mateix temps que es feia una nova façana que el 1947-1950 es va tornar a renovar.
El parament exterior i interior és arrebossat i pintat. La nau central és coberta amb volta de canó i l'absis amb volta de quart d'esfera que s'obre a la nau sense cap plec, però amb un arc avançat que fa d'arc presbiteral. La part de l'altar es diferencia de la nau perquè es troba més elevada a partir de dos graons.
Quant a la decoració, antigament, el 1621 hi havia un retaule nou pel presbiteri i el 1634 es va fer el retaule del Roser.
Davant la façana hi ha una fornícula encastada dins un petit templet situat damunt una pilastra de rajol, de construcció moderna. Darrere el vidre hi ha la imatge de le Verge amb el nen en braços i un rosari. Al peu de la columna hi ha una peça de ceràmica amb la inscripció “Jesús senyor nostre ja ha estat massa ofès, reseu el rosari que és font de mercès”.
Per accedir a l'església, hi ha unes escales de pedra a la part posterior del temple que són fetes a partir de llindes i lloses tombals, les quals devien formar part del terra de l'església. En alguns graons es llegeixen les inscripcions corresponents a tombes dels rectors dels segles xvii i XVIII.

## Història
El lloc de Joanet apareix documentat per primera vegada al 886, en canvi la vila de Joanet s'esmenta més tard, al 931. L'església parroquial s'adscriu des del 942 com a sufragània de Sant Hilari fins al segle xiii en l'aspecte civil, i fins al segle xv en l'aspecte eclesiàstic. Al segle xiii, a causa del domini de la casa dels Cabrera, es va unir a la jurisdicció del castell de Montsoriu, a la batllia de n'Orri. Per això s'integrà modernament a la batllia general d'Arbúcies. Al segle xiv el monestir de Sant Pere Cercada hi tenia la senyoria. Segurament ja feia més d'un segle que aquest monestir tenia possessions en la parròquia de Joanet, com també en tenia el monestir de Sant Salvador de Breda.
La gran transformació que va patir l'edifici va fer que es tornés a beneir com a nou el 22 de juliol de 1619. El 1890 es va treure el campanar d'espadanya de sobre la façana, es va construir l'actual i es va fer una façana nova.
Un dels constructors de la reconstrucció del xviii és Rafael Brull, mestre de cases d'Arbúcies.
Se celebra la seva festa el 21 de setembre.